# Liste der Biografien/Wilf
Liste der Biografien |
Portal Biografien |
Personensuche
# |
A |
B |
C |
D |
E |
F |
G |
H |
I |
J |
K |
L |
M |
N |
O |
P |
Q |
R |
S |
T |
U |
V |
W |
X |
Y |
Z |
?
 
Wa |
Wc |
Wd |
We |
Wh |
Wi |
Wj |
Wl |
Wn |
Wo |
Wr |
Ws |
Wt |
Wu |
Ww |
Wy |
Wz
 
Wia |
Wib |
Wic |
Wid |
Wie |
Wif |
Wig |
Wih |
Wii |
Wij |
Wik |
Wil |
Wim |
Win |
Wio |
Wip |
Wir |
Wis |
Wit |
Wiv |
Wiw |
Wix |
Wiz
 
Wila |
Wilb |
Wilc |
Wild |
Wile |
Wilf |
Wilg |
Wilh |
Wili |
Wilj |
Wilk |
Will |
Wilm |
Wiln |
Wilo |
Wilp |
Wilr |
Wils |
Wilt |
Wilu |
Wilw |
Wily |
Wilz
Die Liste der Biografien führt alle Personen auf, die in der deutschsprachigen Wikipedia einen Artikel haben. Dieses ist eine Teilliste mit 46 Einträgen von Personen, deren Namen mit den Buchstaben „Wilf“ beginnt.

## Wilf
- Wilf, Einat (* 1970), israelische PolitologinEinat Wilf (* 1970)

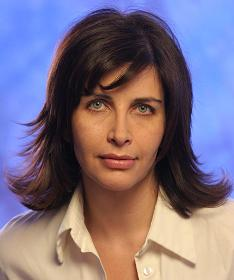
Einat Wilf (* 1970)

- Wilf, Herbert (1931–2012), US-amerikanischer Mathematiker
- Wilf, Zygi (* 1950), US-amerikanischer Unternehmer, Besitzer der Minnesota Vikings

### Wilfa
- Wilfan, Franz (* 1985), österreichischer Eishockeyspieler
- Wilfan, Hubert (1922–2007), österreichischer Bildhauer
- Wilfarth, Hermann (1853–1904), deutscher Agrikulturchemiker

### Wilfe
- Wilfer, Ernst (1923–2014), deutscher Ingenieur
- Wilfer, Rudi (1936–2022), österreichischer Pianist und Komponist
- Wilfer, Tim (* 1996), deutscher Schauspieler
- Wilferstorf, Jonas von, österreichischer Freiherr
- Wilfert, Bernhard (1907–1970), deutscher Schauspieler, Hörspielsprecher und Sänger
- Wilfert, Hanne (1921–1994), deutscher Jazzmusiker
- Wilfert, Ingeborg (* 1939), deutsche Kartografin
- Wilfert, Karl (1907–1976), deutscher Chefentwickler bei Daimler-Benz (1979–1976)
- Wilfert, Karl der Ältere (1847–1916), deutschböhmischer Steinmetz und Bildhauer
- Wilfert, Karl der Jüngere (1879–1932), deutsch-böhmischer Bildhauer des Jugendstils und des Realismus
- Wilfert, Lena (* 1978), deutsche Biologin und Hochschullehrerin
- Wilfert, Otto (1935–2013), deutscher Journalist und Autor

### Wilff
- Wilfflingseder, Ambrosius († 1563), deutscher Musikpädagoge und Schulmusiker

### Wilfi
- Wilfing, Karl (1933–2021), österreichischer Politiker (ÖVP), Landtagsabgeordneter, Mitglied des Bundesrates
- Wilfing, Karl (* 1960), österreichischer Politiker (ÖVP), Landtagsabgeordneter, Mitglied des Bundesrates
- Wilfinger, Fabian (* 2003), österreichischer Fußballspieler
- Wilfinger, Georg (* 1949), österreichischer Ordensgeistlicher

### Wilfl
- Wilfley, Xenophon P. (1871–1931), US-amerikanischer Politiker
- Wilfling, Josef (1947–2022), deutscher Kriminalbeamter und AutorJosef Wilfling (1947–2022)

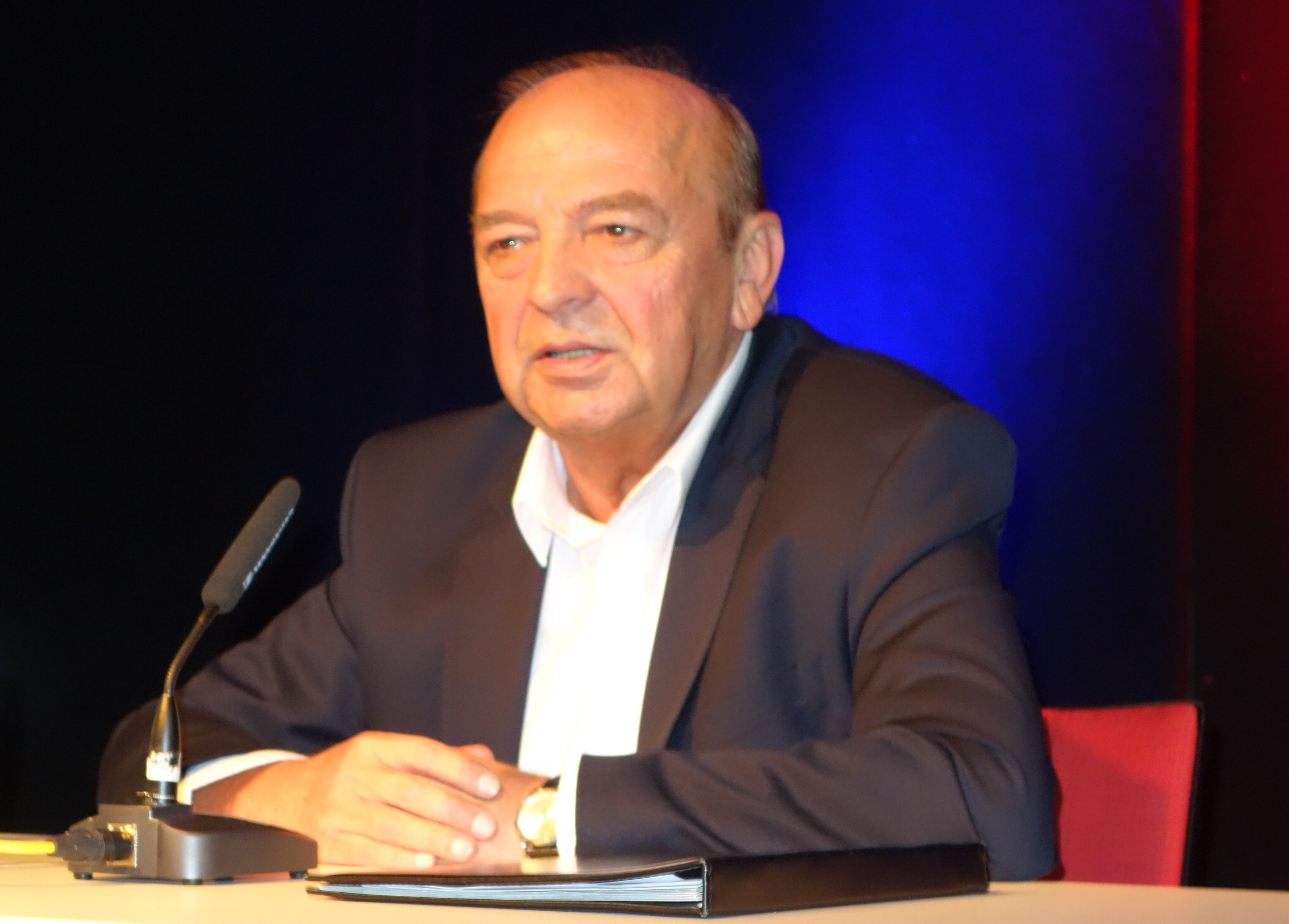
Josef Wilfling (1947–2022)

- Wilfling, Markus (* 1966), österreichischer Objektkünstler
- Wilflingseder, Franz (1922–1985), österreichischer Historiker

### Wilfo
- Wilford, Ernest (* 1979), US-amerikanischer Footballspieler
- Wilford, Marty (* 1977), kanadischer Eishockeyspieler und -trainer
- Wilford, Michael (1938–2023), britischer Architekt
- Wilford, Ronald A. (1927–2015), US-amerikanischer Musik- und Kunstmanager
- Wilford, Sara (1932–2021), US-amerikanische Psychologin und Hochschullehrerin
- Wilfork, Vince (* 1981), US-amerikanischer American-Football-Spieler

### Wilfr
- Wilfred, Felix (1948–2025), indischer römisch-katholischer Befreiungstheologe
- Wilfrid († 1115), Bischof von St Davids
- Wilfrid, englischer Bischof, Heiliger
- Wilfrid II. von York, Bischof von York
- Wilfried (1950–2017), österreichischer Sänger, Songwriter und SchauspielerWilfried (1950–2017)

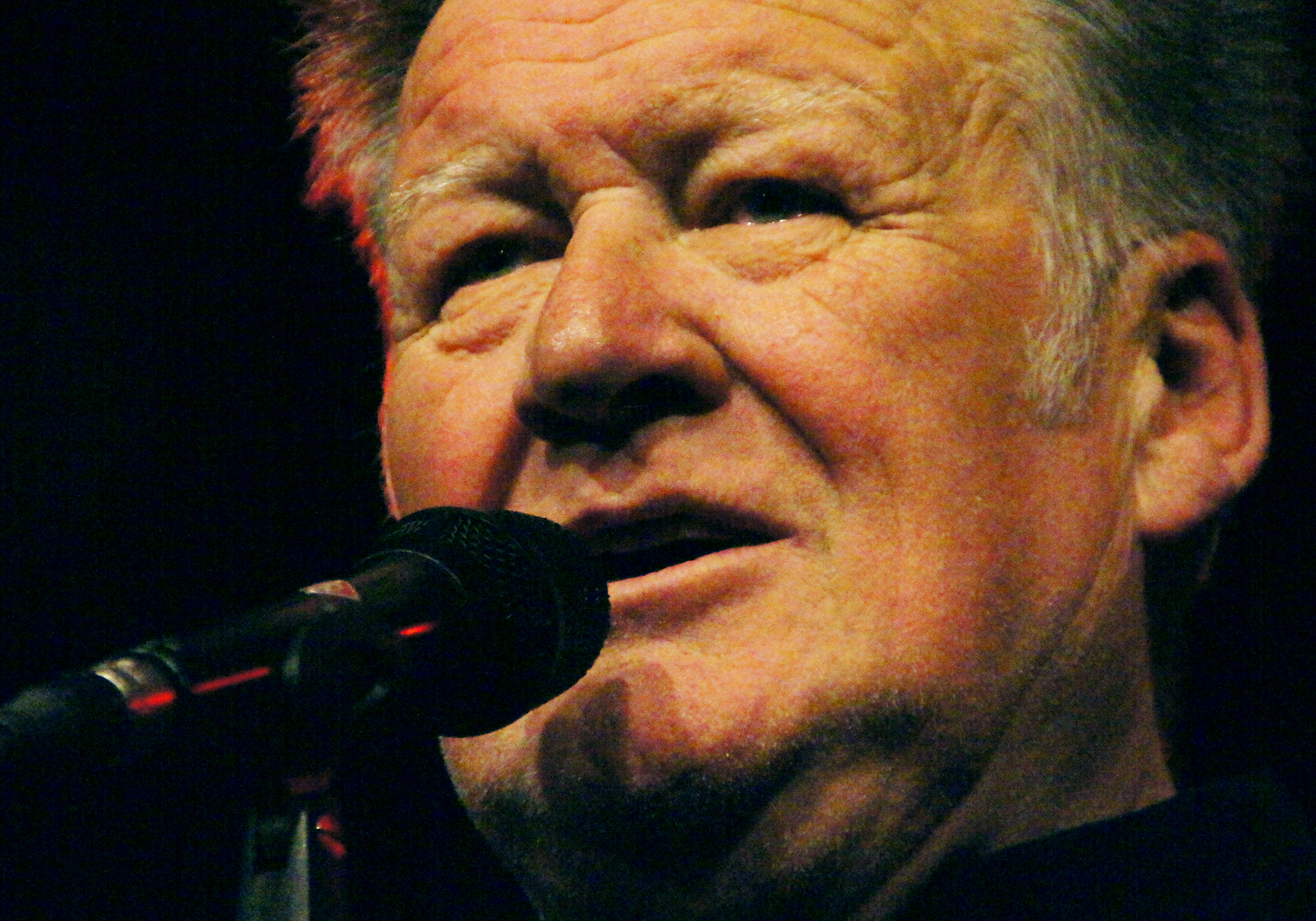
Wilfried (1950–2017)

- Wilfried I. († 897), katalanischer Adliger, Gründer von Katalonien
- Wilfried II. († 911), Graf von Barcelona, Girona und Ausona
- Wilfried II. († 957), Graf von Besalú
- Wilfried II. († 1050), Graf von Cerdanya und von Berga, Mönch
- Wilfried von Besalú, Bischof von Besalú
- Wilfrith I., Bischof von Worcester
- Wilfroth, Rüdiger (1942–2015), deutscher Bildhauer

### Wilfu
- Wilfurth, Barbara, deutsche Lehrerin und Radsportfunktionärin